# Miho Mihanović
Miho Mihanović (Doli, 1862. – 1938., ?) bio je hrvatski iseljenik u Argentinu, argentinski brodovlasnik i pomagač hrvatskih ustanova.

## Životopis
Rođen je 1862. godine u Dolima. Na bratov poziv došao je u Argentinu 1874. godine. Godine 1889. osniva svoje parobrodarsko društvo pod nazivom „La Sud Atlantica”; svojim brodovima povezuje Buenos Aires s lukama Bahia Blanca i Patagones.
Njegova tvrtka je 1907. godine sagradila luku u Carmen de Patagones čime se pospješuje razvitak argentinskog juga. Godine 1909. postaje vlasnik devet prekooceanskih brodova i dvadesetak manjih brodova. Obilno je pomagao razne radničke organizacije u Hrvatskoj i daje sagraditi Dom kulture u rodnim Dolima kod Dubrovnika. Umro je 1938. godine.

### Knjige
- Perinić, Ljeposlav. 1998. Hrvati u Argentini.   Šakić, Vlado; Jurčević, Josip (ur.). Budućnost iseljene Hrvatske. Institut društvenih znanosti "Ivo Pilar". Zagreb. str. 277–286

## Vanjske poveznice
- Mihanović Hrvatska tehnička enciklopedija, portal hrvatske tehničke baštine. LZMK